# العلاقات السعودية الكازاخية
العلاقات السعودية الكازاخية يقصد بها العلاقة التي تجمع بين المملكة العربية السعودية وكازاخستان.

## تاريخ العلاقة
بدأت العلاقات بين جمهورية كازاخستان والسعودية عندما أعلنت كازاخستان استقلالها عن الاتحاد السوفياتي في 16 ديسمبر 1991م. وكانت السعودية من أوائل الدول التي بادرت إلى الاعتراف باستقلال جمهورية كازاخستان. تم التوقيع على بروتوكول إقامة العلاقات الدبلوماسية بين البلدين في تاريخ 20 أبريل 1994 خلال زيارة وزير خارجية كازاخستان إلى المملكة.
ثم وضعت زيارة الرئيس نور سلطان نزارباييف للمملكة في 25-28 سبتمبر من عام 1994 بداية مرحلة جديدة في علاقات كازاخستان ليس مع السعودية فحسب بل مع الدول العربية الأخرى في الخليج أيضًا. و جرى لقاء بين الرئيس الكازاخي والملك فهد بن عبد العزيز، وتم التوقيع على اتفاقية عامة للتعاون في المجالات الاقتصادية والتجارية والاستثمارية والثقافية والشباب والرياضة بين البلدين، في الوقت الذي تم فيه اتفاق بين الجانبين على اتخاذ الخطوات المناسبة لفتح سفارات للبلدين في أقرب فرصة ممكنة. 
في مارس عام 2004 تم التوصل لاتفاق بين الجانبين على إعطاء توجيهات إلى الوزارات والمؤسسات في البلدين بشأن اتخاذ الإجراءات اللازمة لتفعيل العلاقة في مجال التبادل التجاري بين الدولتين ليتناسب مع الإمكانيات التي يتمتع بها الطرفان. واتفق الجانبان على تنظيم زيارة رجال الأعمال السعوديين إلى جمهورية كازاخستان للتعرف على الإمكانيات الاستثمارية هناك وتأسيس الشركات المشتركة لتنفيذ المشاريع الاقتصادية الهامة. واهتمت كازاخستان بتواصل التعاون مع الصندوق السعودي للتنمية ومشاركته في تقديم القروض لتنفيذ مشاريع البنية التحتية في كازاخستان. وقامت السعودية بدعم تحقيق مشروع إنشاء مبنى مجلس الشيوخ لبرلمان جمهورية كازاخستان على نفقتها، وبلغت تكلفته الإجمالية حوالي 15 مليون دولار، وتم تدشينه في سبتمبر 2006.

## التعاون الاقتصادي
أنشأ البلدان منتدى الأعمال السعودي الكازاخي لتعزيز العلاقات التجارية والاستثمارية بينهما. بلغ مستوى التبادل التجاري بين البلدين حوالي 82 مليون ريال (22 مليون دولار) في العام 2014. كما أنشأ البلدان اللجنة السعودية الكازاخية المشتركة للتعاون التجاري والاقتصادي والعلمي التقني والثقافي.
وفي عام 2016م وصلت قيمة التبادل التجاري بينهم حوالي 48 مليون ريال سعودي منها صادرات بقيمة 109 مليون ريال سعودي بينما وصلت قيمة الواردات 93 مليون ريال سعودي.